# Psaliodes semirasa
Psaliodes semirasa là một loài bướm đêm trong họ Geometridae.